# 共用圖書館
共用圖書館（Joint-Use Libraries），是指兩個圖書館共用同一館舍或館藏，服務不同的讀者群，較常見的是公共圖書館結合學校圖書館媒體中心，或是公共圖書館結合學術圖書館的型式，另外還有其他不同的合作類型。
共用也指圖書館與其他機構之間合作的協定，如學校、社區大學、或是大學等機構協議分享同樣的設備、場所或是館藏提供服務，如美國加州聖荷西的公共圖書館與大學圖書館合作的合作關係。
學校與公共圖書館的合作形式已經存在一個世紀以上，地區的分布包括美國、加拿大、英國及澳洲。特別是在鄉村社區，因為學校或是公共圖書館單獨一方都無法獨自提供館舍或是館藏，造就此種合作方式。1980年代晚期，圖書館館員開始考慮結合高中、社區大學、公共圖書的可能性。到了1990年，結合兩個單位（大學／公共圖書館）或是結合三個單位（大學／公共／繼續教育圖書館）的共用圖書館形式開始出現於瑞典、英國、澳洲以及美國。共用圖書館的規劃者發現這種類型的圖書館不僅可以結合經濟資源，還可以提供比單一機構更完善的館舍與館藏。
另外，共用圖書館建置時有五個重要的元素是機構在簽訂協議時必須考量的，分別是空間、人員、教育訓練、資訊科技、管理者的角色以及評鑑。

## 共用圖書館的優缺點
共用圖書館的合作方式和其他個別圖書館或單一服務機構比較的優缺點

### 優點
- 經費有效運用，如館員的薪資、館舍、資源等可由合作的機構共同負擔。
- 聚集個別機構的預算經費，提供更完善的館藏、電子資源、服務、館舍。
- 可延長開放時間。
- 在同一個地點提供所有的服務，對使用者而言更加方便。
- 提供資源、取得資源或創新上更有彈性。
- 提供更多社群服務的相關資訊。
- 透過共用圖書館扮演教育的角色促進終身學習。
- 使不同的社群組織聚集。

### 缺點
- 不同的機構合作，管理者之間可能因理念不同而有衝突。
- 圖書館設立的宗旨不同，無法滿足所有的使用者需求，如學校圖書館的主要的服務對象是學校的師生，公共圖書館的服務對象是社區的民眾。
- 共用圖書館設置的地點若在學校，則服務的時段可能受制於學校的開放時間，書籍的檢查制度也無法同時滿足學生與成人的需求。
- 館員需加強專業訓練才能同時服務不同使用者。

## 案例
矽谷典例──美國加州聖荷西聯合共同使用圖書館乃孕育終身學習之搖籃，此學術和公立聯合使用圖書館提供串聯性整體服務，學術和公立圖書館員天衣無縫得肩併肩，為使用者打造終身學習之基。

## 註解
1. ↑  .   [2008-05-06]. （原始内容存档于2016-03-06）.
2. ↑  .   [2008-05-12]. （原始内容存档于2010-11-18）.
3. ↑  Kirsten L. Marie, "One Plus One Equals Three: Joint-Use Libraries in Urban Areas--The Ultimate Form of Library Cooperation," Library Administration & Management (Vol. 21, no. 1, Winter 2007), p. 23-28.
4. 1 2   (PDF).   [2008-05-09]. （原始内容 (PDF)存档于2008-07-24）.
5. ↑  Wu, Yuhfen Diana, “矽谷典例：美國加州聖荷西聯合共同使用圖書館” 大學圖書館(Vol. 11, no. 1, March 2007),p. 21-42.